# Fattore di sconto
Il fattore di sconto è una funzione matematica atta a descrivere il comportamento nel tempo di una determinata legge finanziaria di attualizzazione (e, da qui, del corrispondente regime finanziario), nella quale si suppone sia impiegato un capitale unitario,  al fine di poterne calcolare il valore attuale netto (VAN) e il relativo sconto, ad un qualunque tempo compreso tra l'istante iniziale e il tempo futuro in cui si renderà disponibile (svincolato) il capitale impiegato.
Questa funzione assume importante significato nello studio delle leggi finanziarie di attualizzazione grazie ad un'importante proprietà comune a tutte le leggi finanziarie (vedi legge d'attualizzazione ed anche leggi coniugate).

## Definizione
Data la generica legge di attualizzazione:
{\displaystyle V_{a}(t)=G(C_{f},t)\ }
dove {\displaystyle V_{a}\ } è il valore attuale del capitale {\displaystyle C_{f}\ } disponibile al tempo futuro {\displaystyle t\ }, si impone che debba valere la relazione:
{\displaystyle V_{a}(t)=C_{f}G(1,t)\ }
Appare allora evidente che, studiando il comportamento funzionale di {\displaystyle G(1,t)\ } siamo in grado di valutare il comportamento di qualunque altra funzione del tipo {\displaystyle C_{f}G(1,t)\ }, ove il capitale {\displaystyle C_{f}\ } funge da semplice coefficiente di proporzionalità.
Poiché {\displaystyle G(1,t)\ } dipende unicamente dal tempo {\displaystyle t\ }, si suole porre:
{\displaystyle g(t)=G(1,t)\ }
Alla funzione {\displaystyle g(t)=G(1,t)\ } viene dato appunto il nome di fattore di sconto.
Per una presentazione delle principali famiglie di funzioni fattore di montante e loro caratteristiche principali si rimanda alla voce legge d'attualizzazione.
Il fattore di sconto è legato al fattore di montante {\displaystyle f(t)\ } dalla importante relazione:
{\displaystyle g(t)={\frac {1}{f(t)}}}